# Lozova (Moldavia)
Lozova es un pueblo dentro del distrito de Străşeni, situado en el centro de Moldavia. Tiene un área total de 92,71 kilómetros cuadrados.
En 1997 su población se estimó en 6.120 ciudadanos. Según el censo del año 2004, la población era de 5.934 habitantes, de los que el 49,17% son hombres y el 50,83% mujeres. En 2004 fueron registradas 2.132 casas. El tamaño medio de la familia era de 3,1 personas.
Las localidades más próximas son Stejăreni a 4.3 km y Vorniceni a 4.4 km.
Es la ciudad donde nació el obispo de la iglesia ortodoxa Nestor Vornicescu.